# Esporte na Polônia
O Esporte na Polônia inclui a prática de vários esportes, em particular: Atletismo, basquete, boxe, esgrima, futebol, futebol Americano, handebol, Hóquei no gelo, natação, vôlei, e halterofilismo. O primeiro piloto polonês da Fórmula 1, Robert Kubica, também trouxe adeptos para esse esporte. O futebol é o esporte mais popular do país, com uma rica história de competição internacional. Polônia também é um país tradicional na corrida de motocicletas speedway, graças à Tomasz Gollob, um habilidoso piloto polonês. As montanhas polonesas são locais ideais para caminhadas, esqui e ciclismo de montanha, atraindo milhões de turistas todos os anos de todo o mundo. As praias e balneários bálticos são locais populares para a pesca, canoagem, remo e uma vasta gama de outros esportes náuticos.

## Futebol

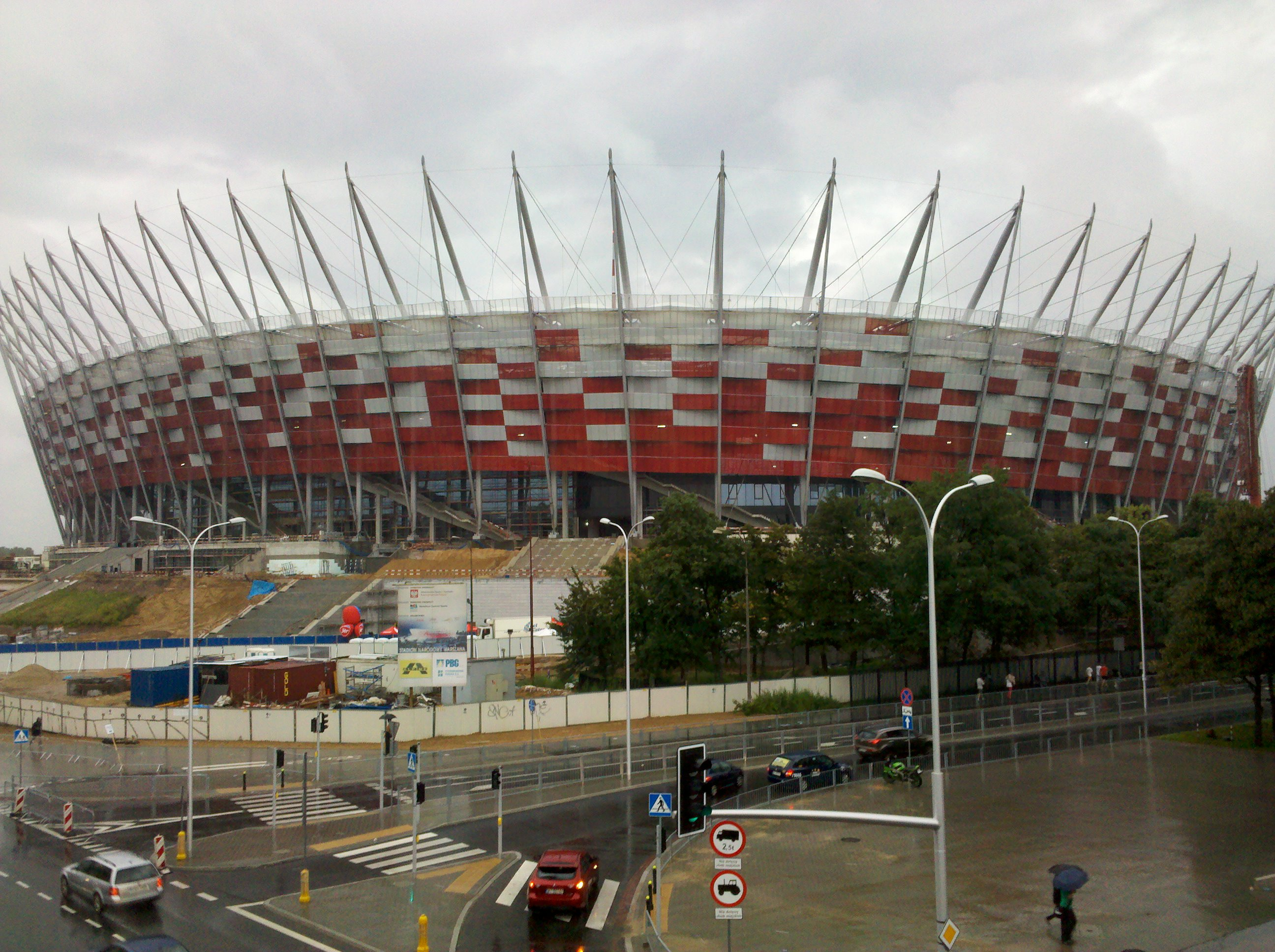
National Stadium, Varsóvia

- Campeonato polones de futbol feminino,Ekstraliga Kobiet, exsample:(club): rtp unia raciborz,medyk konin,asz wroclaw,     .
- Feminino, Futbol, CUP-Final-2014, Date: 2014./06,(june),/11,/ ,(Wensday), in Ostroda,POLAND,Polones,                      Adress:New Stadium,Ostroda,Poland.  Ulica-/-(street), ul. 3Maja no.19, PL -??-???,Ostroda,POLAND,Polones.             Ddrive :(E77),DK :7,15,16,  . team no.1 azs wroclaw. team no.2 medyk konnin.(cet+2),time,beginn,starttime :N.N.  oklock (wecome),(capacity 4998 place).

### Seleção Polonesa de Futebol

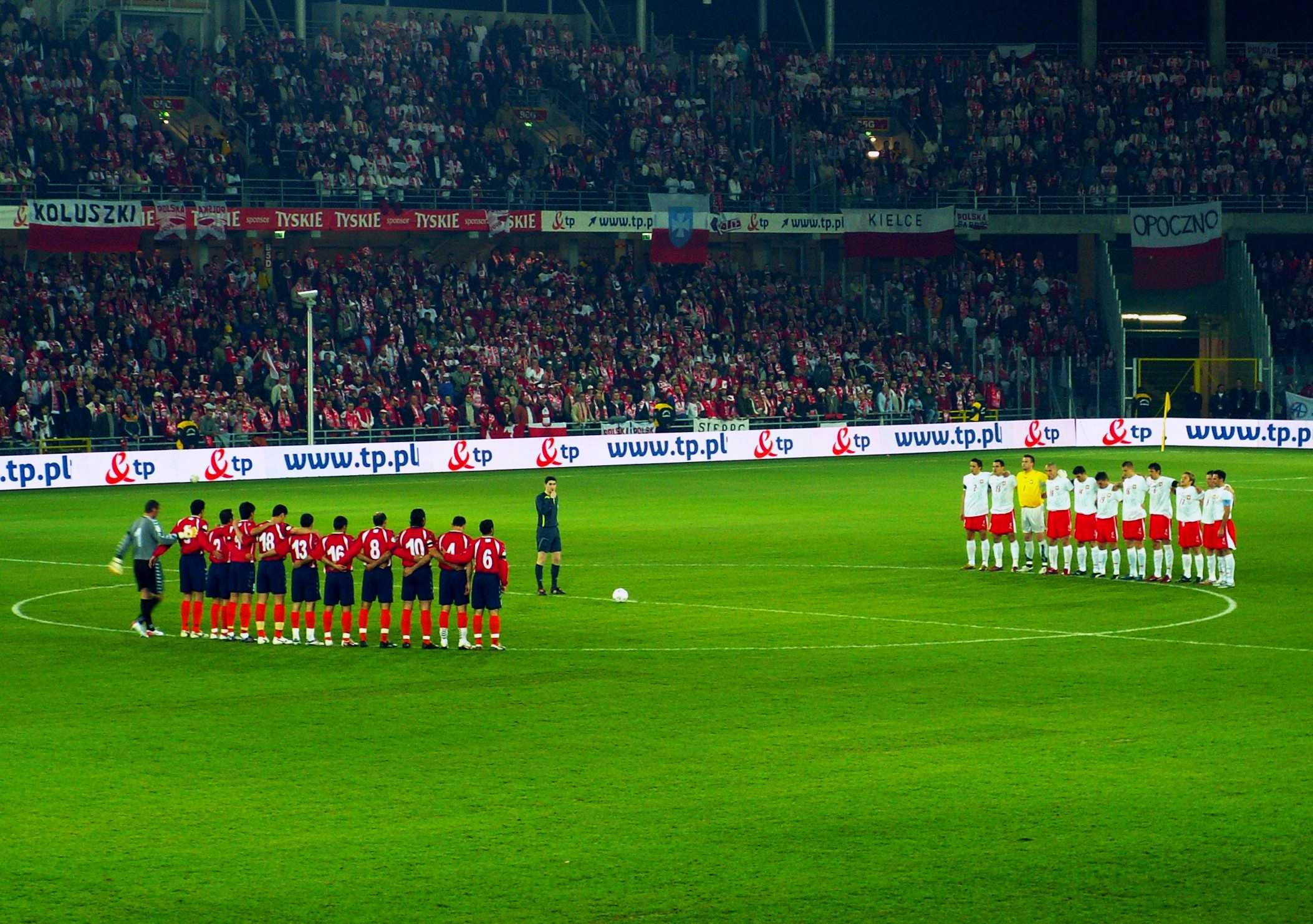
Eliminatórias da Euro 2008 - Polônia x Armênia, em Kielce.

A seleção polonesa foi medalha de ouro nos Jogos Olímpicos de Verão de 1972, e ficou com a prata nos Jogos de 1976 e nos Jogos de 1992. Polônia também participou sete vezes da Copa do Mundo FIFA (1938, 1974, 1978, 1982, 1986, 2002, 2006) e conseguiu muito sucesso, ficando em terceiro na Copa do Mundo FIFA de 1974, na Alemanha e na 1982, na espanha. A seleção sub-21 também terminou em terceiro na Campeonato Mundial de Futebol Sub-20 de 1983, e quarto na Campeonato Mundial de Futebol Sub-20 de 1979.
A Polônia foi sede da Euro 2012 juntamente com a Ucrânia. Foi o primeiro grande evento de futebol sediado na Polônia.

## Rally

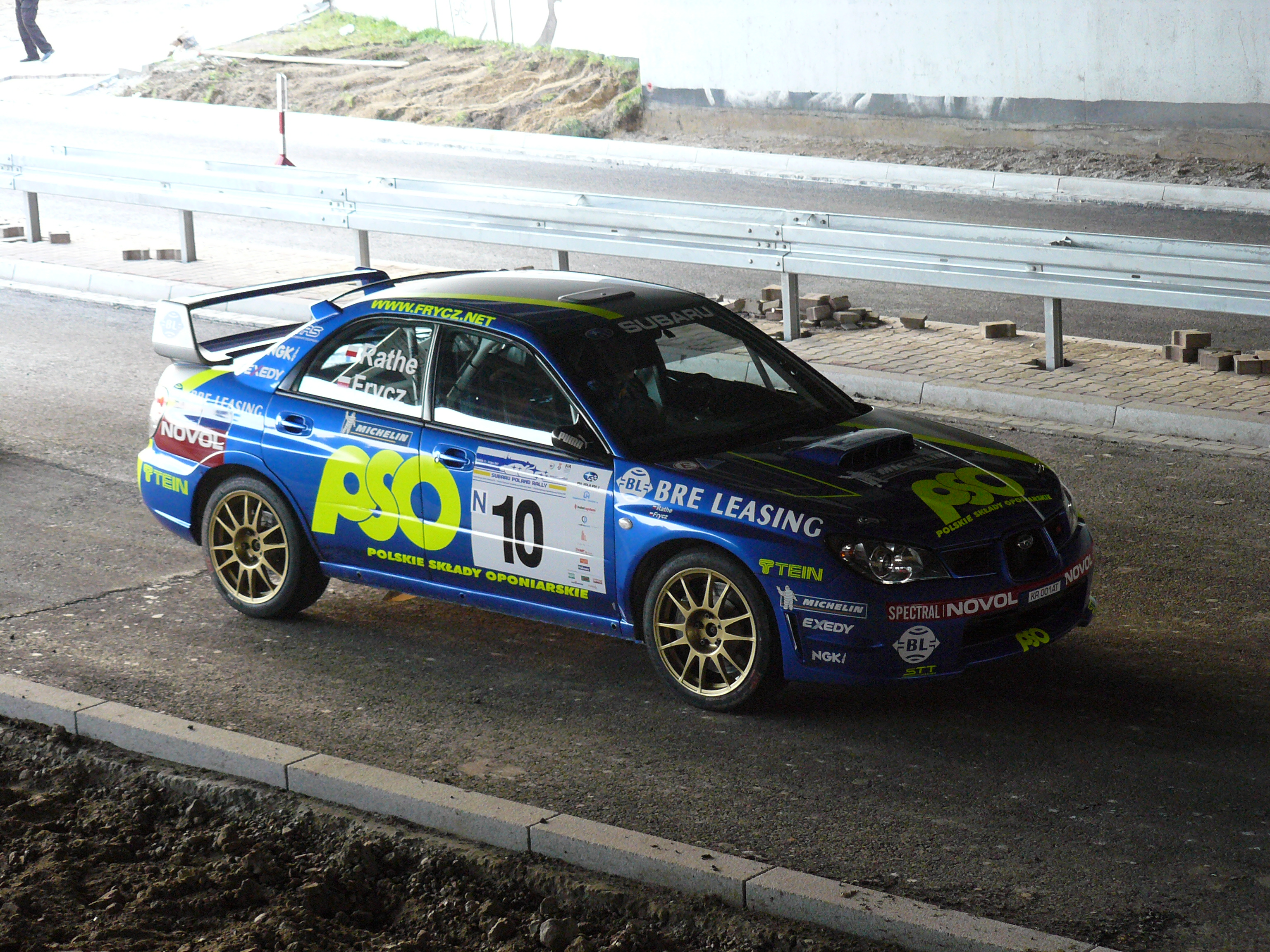
Sebastian Frycz and Jacek Rathe em um Subaru.

Na Polônia, há muitos anos é realizado o Campeonato Polonês de Rally (Rajdowe samochodowe Mistrzostwa Polski), com eventos desde 1928. O Rali da Polónia (Rajd Polski) é o segundo rali mais antigo do mundo, depois do famoso clássico Rali de Monte Carlo, mas desde 2007, não faz mais parte do WRC.

## Rugby
É uma das seleções de média força na Europa, por isso, ainda não conseguiu se classificar para a Copa do Mundo de Rugby. Atualmente, se encontra na 35ª posição no ranking da IRB.

## Speedway
Speedway é um dos esportes mais populares na Polônia. A Extraleague maior evento do esporte na Polônia. As primeiras corridas foram realizadas na Polónia em 1930.
O Speedway na Polônia rege-se pela Comissão Principal de Speedway Sport (Główna Komisja Sportu Żużlowego, GKSŻ), que é uma afiliada da União de Automobilismo Polonês (Polski Związek Motorowy, PZM). PZM é um membro da Federação Internacional de Motociclismo (FIM) e da Union Européenne de Motociclismo (UEM).

## Voleibol

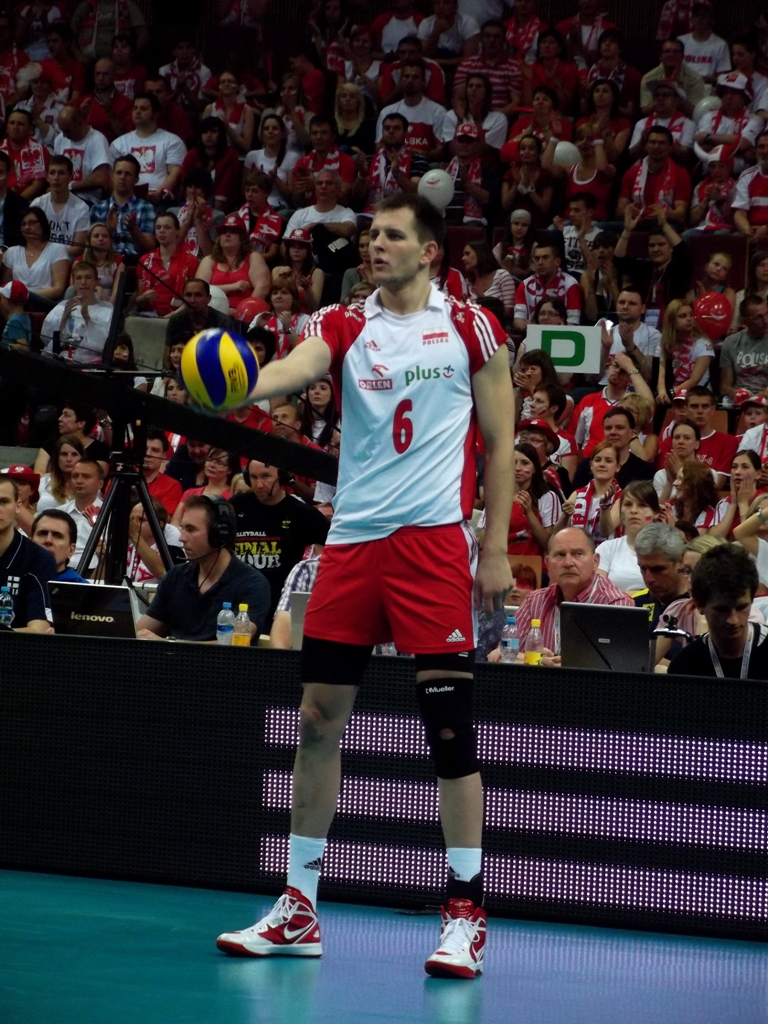
Bartosz Kurek, jogador de voleibol polonês.

As duas são umas das mais fortes equipes do mundo. Eles atingiram os seus melhores resultados na década de 1970, com conquista das medalhas de ouro no Campeonato Mundial de Voleibol de 1974 e nos Jogos Olímpicos de Montreal em 1976. Ganharam também cinco medalhas de prata consecutivas no Campeonato Europeu de Vôlei, entre 1975 e 1983. O seu mais recente sucesso é uma medalha de prata ganha no Campeonato Mundial de 2006, depois de perder a final para o Brasil.

## Atletas Poloneses ilustres
- Grzegorz Lato;
- Adam Małysz;
- Irena Szewińska;
- Tomasz Gollob;
- Mariusz Pudzianowski;
- Andrzej Gołota;
- Jerzy Dudek;
- Robert Korzeniowski;
- Mariusz Czerkawski;
- Krzysztof Oliwa;
- Zbigniew Boniek;
- Helena Rakoczy;
- Robert Kubica;
- Sobiesław Zasada;
- Agnieszka Radwańska;
- Robert Lewandowski;

## Galeria de Atletas Ilustres

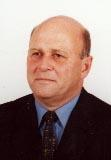
Grzegorz Lato
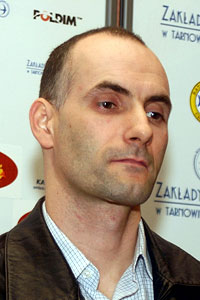
Tomasz Gollob
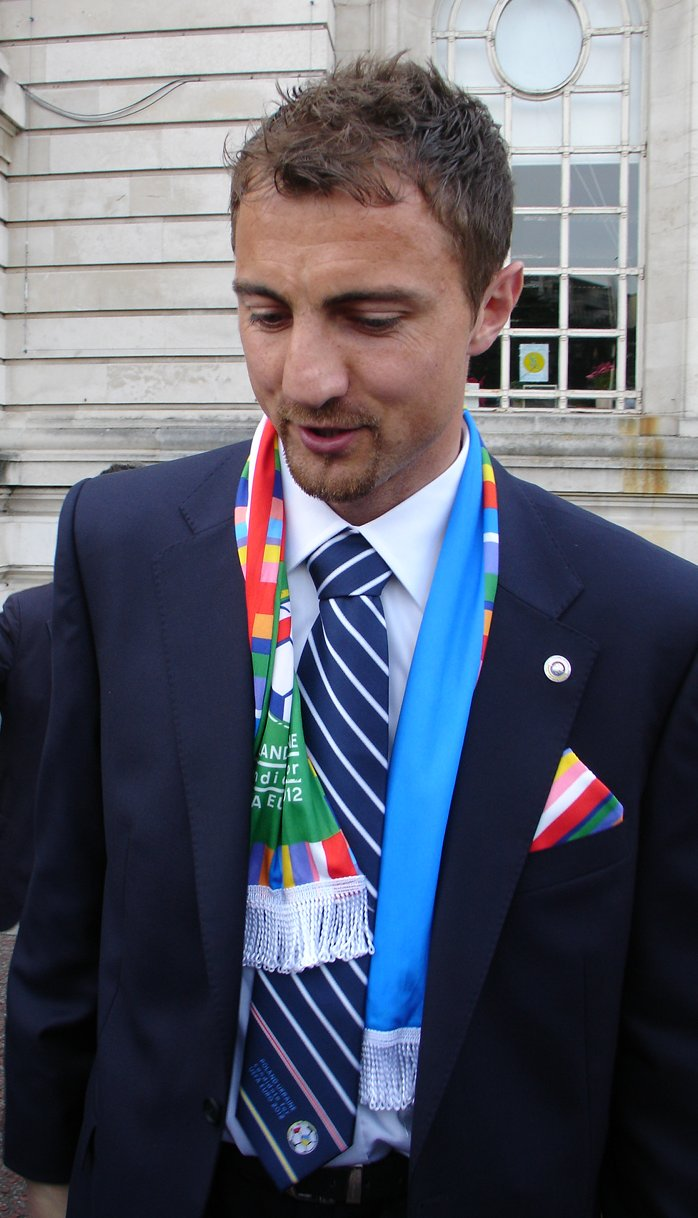
Jerzy Dudek
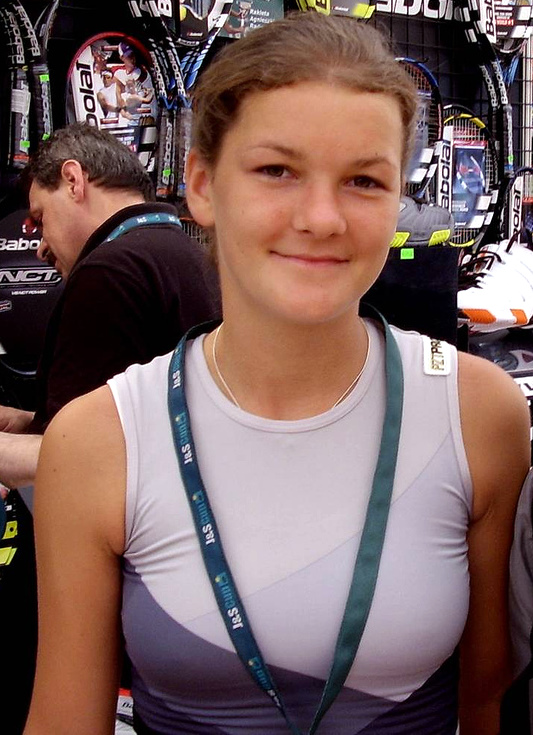
Agnieszka Radwańska
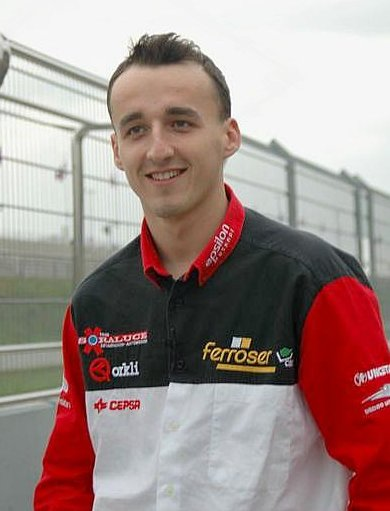
Robert Kubica
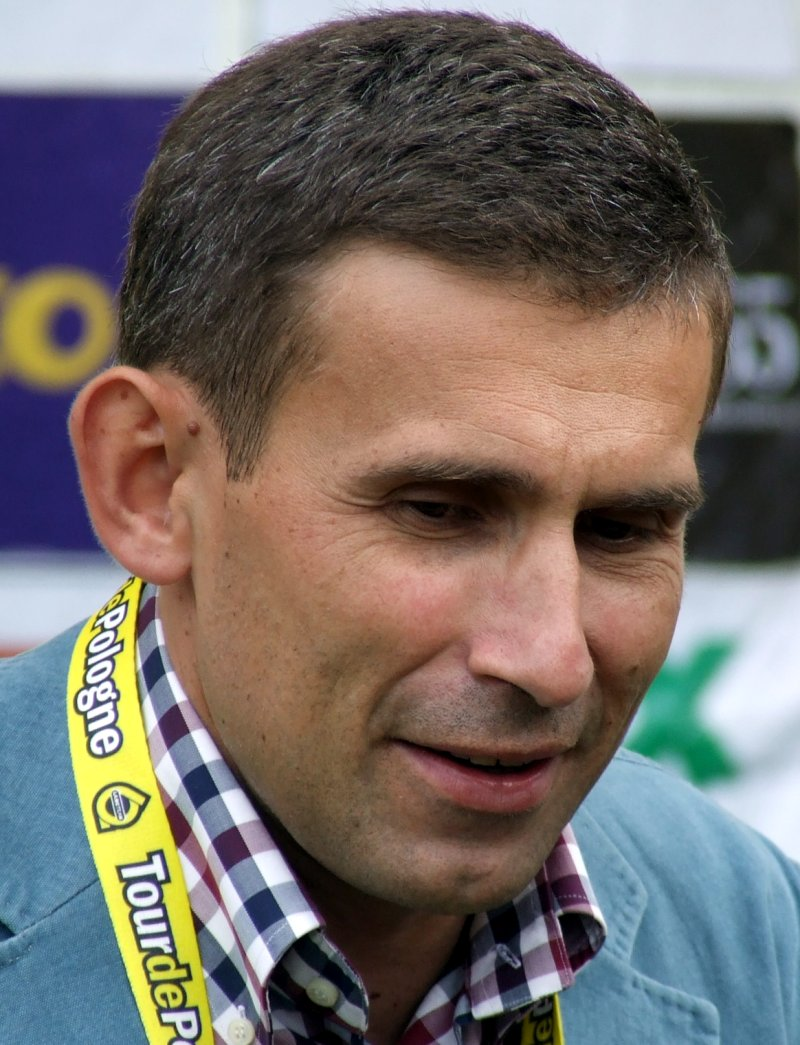
Robert Korzeniowski